# Liste der Kulturdenkmale in Lauenhain (Crimmitschau)
Die Liste der Kulturdenkmale in Lauenhain (Crimmitschau) enthält die in der amtlichen Denkmalliste des Landesamtes für Denkmalpflege Sachsen ausgewiesenen Kulturdenkmale im Crimmitschauer Ortsteil Lauenhain.

## Legende
- Bild: Bild des Kulturdenkmals, ggf. zusätzlich mit einem Link zu weiteren Fotos des Kulturdenkmals im Medienarchiv Wikimedia Commons. Wenn man auf das Kamerasymbol klickt, können Fotos zu Kulturdenkmalen aus dieser Liste hochgeladen werden:
- Bezeichnung: Denkmalgeschützte Objekte und ggf. Bauwerksname des Kulturdenkmals
- Lage: Straßenname und Hausnummer oder Flurstücknummer des Kulturdenkmals. Die Grundsortierung der Liste erfolgt nach dieser Adresse. Der Link (Karte) führt zu verschiedenen Kartendiensten mit der Position des Kulturdenkmals. Fehlt dieser Link, wurden die Koordinaten noch nicht eingetragen. Sind diese bekannt, können sie über ein Tool mit einer Kartenansicht einfach nachgetragen werden. In dieser Kartenansicht sind Kulturdenkmale ohne Koordinaten mit einem roten bzw. orangen Marker dargestellt und können durch Verschieben auf die richtige Position in der Karte mit Koordinaten versehen werden. Kulturdenkmale ohne Bild sind an einem blauen bzw. roten Marker erkennbar.
- Datierung: Baubeginn, Fertigstellung, Datum der Erstnennung oder grobe zeitliche Einordnung entsprechend des Eintrags in der sächsischen Denkmaldatenbank
- Beschreibung: Kurzcharakteristik des Kulturdenkmals entsprechend des Eintrags in der sächsischen Denkmaldatenbank, ggf. ergänzt durch die dort nur selten veröffentlichten Erfassungstexte oder zusätzliche Informationen
- ID: Vom Landesamt für Denkmalpflege Sachsen vergebene, das Kulturdenkmal eindeutig identifizierende Objekt-Nummer. Der Link führt zum PDF-Denkmaldokument des Landesamtes für Denkmalpflege Sachsen. Bei ehemaligen Kulturdenkmalen können die Objektnummern unbekannt sein und deshalb fehlen bzw. die Links von aus der Datenbank entfernten Objektnummern ins Leere führen. Ein ggf. vorhandenes Icon  führt zu den Angaben des Kulturdenkmals bei Wikidata.

## Lauenhain
| Bild                                    | Bezeichnung                                                                   | Lage                                | Datierung                                 | Beschreibung | ID       |
| --------------------------------------- | ----------------------------------------------------------------------------- | ----------------------------------- | ----------------------------------------- | --- | -------- |
| Direkt Bild zu diesem Denkmal hochladen | Wohnstallhaus eines Dreiseithofes                                             | Harthstraße 2 (Karte)               | um 1800                                   | Baugeschichtlich und sozialgeschichtlich von Bedeutung, ein Fachwerkbau. Kreuzgewölbe im Mittelflur und Stall, Obergeschoss Fachwerk, Giebel verschiefert, Krüppelwalmdach, guter Originalbestand. | 09242981 |
| Direkt Bild zu diesem Denkmal hochladen | Wohnstallhaus und Seitengebäude des ehemaligen Pfarrhofes, heute Rüstzeitheim | Harthstraße 16 (Karte)              | 1753 bis 1758                             | Baugeschichtlich, ortsgeschichtlich und sozialgeschichtlich von Bedeutung, Fachwerkbauten. Datierung laut Chronik, Stallgebäude mit teilweise erhaltenem Fachwerk im Erdgeschoss, ein Giebel verkleidet, ortsbildprägend. | 09240257 |
|                                         | Kirche mit Ausstattung                                                        | Harthstraße 20 (Karte)              | 13. Jahrhundert im Kern                   | Baugeschichtlich und ortsbildprägend von Bedeutung, im Kern ein romanischer Bau. Ursprünglich romanischer Bau, Schiff, eingezogener Chor und Apsis, im Wesentlichen Barock und 1859 verändert, Dachreiter, Chor u. Schiff mit bemalter ornamentaler Felderdecke Ende 17. Jahrhundert, umlaufende Empore, in Apsis Sakramentsnische mit Stabwerkfassung, Sandsteintaufe (1705), erfasst unter Lauenhainer Hauptstraße. | 09240256 |
| Direkt Bild zu diesem Denkmal hochladen | Wohnstallhaus, Scheune und Seitengebäude (feldseitig) eines Vierseithofes     | Harthstraße 30 (Karte)              | 2. Hälfte 18. Jahrhundert (Wohnstallhaus) | Baugeschichtlich und sozialgeschichtlich von Bedeutung, hausgeschichtlich bedeutsame ländliche Wohn- und Wirtschaftsgebäude in gutem Originalzustand, Fachwerkbauten, das Häuserlanwesen ein Umgebindehaus. Gesamter Hof aus Langenbernsdorf, Hauptstraße 65 umgesetzt, (siehe auch Obj. 09242885) sowie Häusleranwesen, Umgebindehaus aus Langenbernsdorf, Hauptstraße 71 umgesetzt, (siehe auch Obj. 09242887): - Wohnstallhaus: Zweigeschossiger, vermutlich traufseitig erweiterter Fachwerkbau mit massivem Erdgeschoss, Satteldach, hofseitig engstieliges Fachwerk, - Seitengebäude: An der hinteren Hofseite befindliches Fachwerkgebäude über T-förmigem Grundriss, zweigeschossig, Erdgeschoss massiv, Obergeschoss schlichtes Fachwerk, hinterer Anbau Fachwerk, dort Hocheinfahrt, Satteldach, - Scheune: Eingeschossig mit Drempel, Fachwerk, Satteldach, - Häusleranwesen: Wertvolles Umgebindehaus, stand unweit des abgebrochenen Vierseithofes und wurde mit diesem auf Grund beabsichtigter Straßenbaumaßnahmen umgesetzt. Erdgeschoss Blockstube größtenteils original erhalten, Obergeschoss Fachwerk mit sogenannten Feuerböcken–geschweiften Andreaskreuzen. Das Haus gehörte zu den ältesten Häusern von Langenbernsdorf und war in seltener Authentizität erhalten. Die Umsetzungsmaßnahme wurde durch den Gürther Architekten Benno Kolbe betreut. Dokumentationen befinden sich im Aktenarchiv und in der Dokumentationssammlung des Landesamtes für Denkmalpflege. Anmerkung: Das zum Vierseithof gehörende Torhaus, welches den Hofabschluss zur Straße bildete, wurde durch die Umsetzung in seinem äußeren Erscheinungsbild, insbesondere in seiner Kubatur maßgeblich verändert, so dass der Denkmalwert nicht mehr gegeben ist. Lediglich das Obergeschoss und das Dachgeschoss blieben weitgehend original erhalten, wobei auch hier wertvolle Details der Ausstattung verloren gingen. | 09300181 |
| Direkt Bild zu diesem Denkmal hochladen | Stallgebäude, Scheune und Schuppen eines Vierseithofes                        | Lauenhainer Hauptstraße 1 (Karte)   | 1924 (Stall)                              | Wirtschaftsgeschichtlich und baugeschichtlich von Bedeutung, Fachwerkbauten (zum Teil verschiefert). Schuppen: Garageneinbauten. | 09242980 |
| Direkt Bild zu diesem Denkmal hochladen | Zwei Seitengebäude sowie Torbogen eines ehemaligen Vierseithofes              | Lauenhainer Hauptstraße 10 (Karte)  | um 1800                                   | Sozialgeschichtlich und baugeschichtlich von Bedeutung, Fachwerkbauten. Fachwerk Obergeschoss, Erdgeschoss massiv, Garageneinbauten – nicht entstellend, originale Fenster aus Entstehungszeit – Schiebefenster, Drehflügelfenster. | 09242982 |
| Direkt Bild zu diesem Denkmal hochladen | Torhaus und Seitengebäude eines Vierseithofes und Torbogen                    | Lauenhainer Hauptstraße 18 (Karte)  | 1792                                      | Wirtschaftsgeschichtlich und baugeschichtlich von Bedeutung, Fachwerkbauten mit altertümlicher Fachwerkkonstruktion (V-Streben) Verbretterter Giebel, originale Tür und Türbeschläge, Erdgeschoss massiv, Seitengebäude: mit Garageneinbauten. | 09242983 |
| Direkt Bild zu diesem Denkmal hochladen | Wohnstallhaus eines ehemaligen Vierseithofes                                  | Lauenhainer Hauptstraße 27 (Karte)  | bezeichnet 1802                           | Sozialgeschichtlich und baugeschichtlich von Bedeutung, straßenbildprägender Fachwerkbau. Beide Krüppelwalmdach, liegender Dachstuhl, Wohnhaus: Erdgeschoss massiv unterfahren, auf Hofseite entstellender Balkonanbau, zu große Fenster im Erdgeschoss, beide Obergeschoss Fachwerk gut erhalten, wichtig für Straßenbild. Seitengebäude vor 2010 abgebrochen. | 09242984 |
| Direkt Bild zu diesem Denkmal hochladen | Torhaus, Scheune und Stallgebäude eines Vierseithofes                         | Lauenhainer Hauptstraße 35 (Karte)  | Ende 18. Jahrhundert                      | Wirtschaftsgeschichtlich und baugeschichtlich von Bedeutung, Fachwerkbauten mit altertümlicher Fachwerkkonstruktion (V-Streben). Guter Bauzustand, Torhaus: Tor zugesetzt, Schlussstein erhalten, Wohnhaus des Hofes entstellend verändert. | 09242985 |
| Direkt Bild zu diesem Denkmal hochladen | Wohnstallhaus eines Dreiseithofes                                             | Lauenhainer Hauptstraße 39 (Karte)  | um 1800                                   | Baugeschichtlich von Bedeutung, ein Fachwerkbau (zum Teil verschiefert). Fachwerk Obergeschoss, Erdgeschoss massiv, Satteldach, Giebel verschiefert, vermutlich massiv unterfahren, ursprünglich auch Fachwerk im Erdgeschoss. | 09242986 |
| Direkt Bild zu diesem Denkmal hochladen | Wohnstallhaus, Seitengebäude und Torbogen eines ehemaligen Vierseithofes      | Lauenhainer Hauptstraße 45 (Karte)  | um 1800 (Wohnstallhaus)                   | Sozialgeschichtlich und baugeschichtlich von Bedeutung, ortsbildprägende Fachwerkbauten (zum Teil verschiefert), Seitengebäude mit altertümlicher Fachwerkkonstruktion (V-Streben). Erdgeschoss massiv, massiv unterfahren um 1800, Porphyrgewände, Sonnenmotiv an Tor und Pforte, Verschieferung am Giebel Wohnhaus um 1920, Satteldach, gute Originalsubstanz, schlechter Bauzustand, eventuell leerstehend. | 09242988 |
| Direkt Bild zu diesem Denkmal hochladen | Wohnstallhaus und Seitengebäude eines Vierseithofes                           | Lauenhainer Hauptstraße 57 (Karte)  | 2. Hälfte 18. Jahrhundert                 | Baugeschichtlich und sozialgeschichtlich von Bedeutung, ortsbildprägende Fachwerkbauten (zum Teil verschiefert), Wohnhaus mit altertümlicher Fachwerkkonstruktion (V-Streben). - Wohnhaus: Satteldach, Erdgeschoss leichte Veränderungen, - Torhaus: Obergeschoss verbrettert, Erdgeschoss massiv, wichtig für Straßenbild. | 09242989 |
| Direkt Bild zu diesem Denkmal hochladen | Torhaus, Wohnstallhaus, Scheune und Seitengebäude eines Vierseithofes         | Lauenhainer Hauptstraße 59 (Karte)  | um 1800 (Wohnstallhaus)                   | Baugeschichtlich und sozialgeschichtlich von Bedeutung, ortsbildprägende Fachwerkbauten (zum Teil verschiefert). - Torhaus: Mit Schlussstein datiert, Obergeschoss verkleidet, guter Originalbestand, teilweise noch originale Fenster, im Wohnstallhaus Kastenfenster in originaler Größe eingefügt um 1930, - Wohnhaus: Kreuzgewölbe im Mittelflur und Stall, Stuckdecke in Stube. | 09242990 |
| Direkt Bild zu diesem Denkmal hochladen | Durchfahrtscheune und Scheune (Seitengebäude mit Torhaus) eines Vierseithofes | Lauenhainer Hauptstraße 63 (Karte)  | Ende 18. Jahrhundert                      | Wirtschaftsgeschichtlich und baugeschichtlich von Bedeutung, Fachwerkbauten. - Scheune: Mit Kniestock, nachträglich, - Durchfahrtscheune: Erdgeschoss teilweise massiv unterfahren, Abriss straßenabgewandtes Seitengebäude (Schuppen) 1993. | 09242991 |
| Direkt Bild zu diesem Denkmal hochladen | Wohnstallhaus eines Dreiseithofes                                             | Lauenhainer Hauptstraße 69 (Karte)  | Ende 18. Jahrhundert                      | Sozialgeschichtlich und baugeschichtlich von Bedeutung, ein Fachwerkhaus. Steiles Satteldach, Erdgeschoss massiv unterfahren. | 09242992 |
| Direkt Bild zu diesem Denkmal hochladen | Wohnstallhaus und Seitengebäude eines ehemaligen Vierseithofes                | Lauenhainer Hauptstraße 84 (Karte)  | 2. Hälfte 18. Jahrhundert                 | Sozialgeschichtlich und baugeschichtlich von Bedeutung, ortsbildprägende Fachwerkbauten. Wohnstallhaus: steiler, großer schieferverkleideter Giebel, beide Häuser Satteldach, Erdgeschoss bei beiden massiv. | 09242993 |
| Direkt Bild zu diesem Denkmal hochladen | Innenausstattung des Gasthofsaales                                            | Lauenhainer Hauptstraße 88 (Karte)  | 1890–1900                                 | Baugeschichtlich von Bedeutung, ein prächtiger Gründerzeitsaal. Reiche Stuckverzierung, Fenster nicht mehr original erhalten, mit Balustrade und Bühne. | 09242996 |
| Direkt Bild zu diesem Denkmal hochladen | Wohnstallhaus und Stallgebäude eines Bauernhofes                              | Lauenhainer Hauptstraße 92 (Karte)  | um 1800                                   | Sozialgeschichtlich und baugeschichtlich von Bedeutung, ortsbildprägende Fachwerkbauten. Wohnstallhaus: Erdgeschoss massiv, Fachwerk Obergeschoss, verschiedene Bauveränderungen, für Dorfbild wichtig. | 09242997 |
| Direkt Bild zu diesem Denkmal hochladen | Ehemaliges Wohnstallhaus, Seitengebäude und Torbogen eines Vierseithofes      | Lauenhainer Hauptstraße 98 (Karte)  | um 1720 (Wohnstallhaus)                   | Sozialgeschichtlich, wirtschaftsgeschichtlich und baugeschichtlich von Bedeutung, Fachwerkbauten, das Wohnhaus mit altertümlicher Fachwerkkonstruktion (Wilder-Mann-Figur, Kopfstreben), der Torbogen mit verziertem Schlussstein. - Wohnstallhaus: Zugesetzte dreijochige Oberlaube, geblattete Kopfbänder, K-Streben (halber Mann), Streben, alle Holzverbindungen gezapft, Schiffchenkehlen in vorkragender Schwelle, Stall nicht mehr vorhanden, Holzeinschubdecke in ehemaliger Biehlerner Stube erhalten, wahrscheinlich mit Schiffchenkehlen, ehemals Gasthof, - Seitengebäude: Fachwerk Obergeschoss, teilweise alte Drehflügelfenster, Krüppelwalmdach, Erdgeschoss massiv, Wohnstallhaus und Torbogen saniert, Seitengebäude unsaniert. | 09242998 |
| Direkt Bild zu diesem Denkmal hochladen | Ehemaliges Torhaus eines ehemaligen Vierseithofes                             | Lauenhainer Hauptstraße 102 (Karte) | bezeichnet 1814                           | Wirtschaftsgeschichtlich und baugeschichtlich von Bedeutung, ortsbildprägender Fachwerkbau, verzierter Schlussstein. Erdgeschoss massiv, Obergeschoss Fachwerk, Torzufahrt derzeit straßenseitig zugemauert, schön gestalteter Schlussstein. | 09301350 |
| Direkt Bild zu diesem Denkmal hochladen | Seitengebäude und Scheune eines Vierseithofes                                 | Lauenhainer Hauptstraße 127 (Karte) | um 1800                                   | Wirtschaftsgeschichtlich und baugeschichtlich von Bedeutung, Fachwerkbauten. - Seitengebäude: Mit Stall und ehemaliger Durchfahrt, Obergeschoss Heuboden und Auszüglerwohnung, alte Bemalung, Krüppelwalmdach, Obergeschoss Fachwerk, zahlreiche alte Fenster, im Stall preußisches Kappengewölbe, Verbiegungen im Haus durch Unterfahren, - Scheune: Satteldach, guter Originalbestand, Fachwerk, - Seitengebäude und Stall Denkmale, Wohnhaus kein Denkmal. | 09242999 |